# يو روي
يو روي (بالصينية: 于睿) (11 أغسطس 1992 ببنشي في الصين - ) هو لاعب كرة قدم صيني في مركز الدفاع. شارك مع منتخب الصين تحت 17 سنة لكرة القدم. أما مع النوادي، فقد لعب مع نادي غويزهو رينهي وهيبي شينا فورشن وChengdu Tiancheng F.C. ‏ وMetro Gallery FC ‏ وTianjin Tianhai F.C. ‏.

## وصلات خارجية
- يو روي على موقع قاعدة بيانات كرة القدم.إي يو (الإنجليزية)
- يو روي على موقع Soccerway.com (الإنجليزية)